# Wild and Peaceful (album Teeny Marie)
Wild and Peaceful – debiutancki album Teeny Marie, wydany w 1979 r. Producentem albumu był Rick James. Na płycie znalazła się piosenka, którą nagrali w duecie, I'm a Sucker for Your Love; okazała się ona dużym przebojem.

## Piosenki
| 1. | "I'm a Sucker for Your Love"                       | 5:52  |
|    |                                                    |       |
| 2. | "Turnin' Me On"                                    | 6:06  |
|    |                                                    |       |
| 3. | "Don't Look Back" (cover piosenki The Temptations) | 7:32  |
|    |                                                    |       |
| 4. | "Déjà Vu (I've Been Here Before)"                  | 7:38  |
|    |                                                    |       |
| 5. | "I'm Gonna Have My Cake (And Eat It Too)"          | 5:30  |
|    |                                                    |       |
| 6. | "I Can't Love Anymore"                             | 7:11  |
|    |                                                    |       |
| 7. | "You Got the Love" (wersja rozszerzona)            | 4:34  |
|    |                                                    |       |
| 8. | "Every Little Bit Hurts" (wersja rozszerzona)      | 7:04  |
|    |                                                    |       |
|    |                                                    | 51:27 |
|    |                                                    |       |